# Teresa Dukiet-Nagórska
Teresa Dukiet-Nagórska – polska prawniczka, specjalistka prawa karnego, profesor nauk prawnych, profesor zwyczajny Uniwersytetu Śląskiego.

## Życiorys
W 1977 na podstawie rozprawy pt. Kryminologiczne i prawno-karne aspekty pasożytnictwa społecznego uzyskała na Wydziale Prawa i Administracji Uniwersytetu Śląskiego stopień naukowy doktora nauk prawnych w zakresie prawa, specjalność: prawo karne materialne. Na tym samym wydziale w 1988 w oparciu o dorobek naukowy oraz rozprawę pt.Tak zwane przestępstwa zbiorowe w polskim prawie karnym otrzymała stopień doktora habilitowanego nauk prawnych w zakresie prawa. W 2012 nadano jej tytuł naukowy profesora nauk prawnych. Została profesorem zwyczajnym UŚl i kierownikiem Katedry Prawa Karnego i Kryminologii UŚl.
Pod jej kierunkiem w 2002 stopień naukowy doktora uzyskała Olga Sitarz.
Została właścicielką kancelarii prawniczej w Katowicach.

## Wybrane publikacje
- The postulates of restorative justice and the continental model of criminal law as illustrated by Polish criminal law (red. nauk.), Frankfurt am Main: PL Academic Research, 2015.
- Prawo karne. Część ogólna, szczególna i wojskowa (red. nauk i współautor), wyd. 4, Warszawa: Wydawnictwo Prawnicze „LexisNexis”, 2014.
- Zasada proporcjonalności w prawie karnym (red. nauk.), Warszawa: Oficyna a Wolters Kluwer business, 2010.
- Autonomia pacjenta a polskie prawo karne, Warszawa: Oficyna a Wolters Kluwer business, 2008.
- Zagadnienia współczesnej polityki kryminalnej (red. nauk.), Bielsko-Biała: Wydawnictwo „Sto”, 2006.
- Tak zwane przestępstwa zbiorowe w polskim prawie karnym, Katowice: Uniwersytet Śląski, 1987.
- Pasożytnictwo społeczne w świetle badań empirycznych, Warszawa: Instytut Badania Prawa Sądowego, 1979[7].